# Thanvillé
Thanvillé település Franciaországban, Bas-Rhin megyében. Lakosainak száma 621 fő (2022. január 1.). Thanvillé Dieffenbach-au-Val, Neubois, Saint-Maurice és Saint-Pierre-Bois községekkel határos.

## Népesség
A település népessége az elmúlt években az alábbi módon változott:
| Lakosok száma | 609  | 605  | 622  | 594  | 589  | 586  | 598  | 609  | 621  |
|               | 2013 | 2015 | 2016 | 2017 | 2018 | 2019 | 2020 | 2021 | 2022 |